# Till de renas och heligas hemland vi tåga
Till de renas och heligas hemland vi tåga är en sång med text från 1842 av William Hunter och som sjungs till en amerikansk melodi. Denna sång användes vid Frälsningsarméns första möte i Sverige 28 december 1882. De fyra verserna är fyraradiga. En bearbetad textversion finns i Aug. Davis psalmbok Herde-Rösten 1892 där sången kallas Till de renas och heligas rike vi tåga. med fyra 4-radiga verser och en 2-radig körrefräng. Den är en alternativ översättning till Frälsningsarméns sångtext. Kören lyder i Herde-Rösten:
||:Vill du med? Vill du med?:||
O säg vill du med till de saligas land?
I Emil Gustafsons översättning för Hjärtesånger lyder körtexten:
Vill du med? Vill du med?
O, säg, vill de med till det himmelska land?
I Frälsningsarméns sångbok 1943 hänvisas till melodi M.J. 190, i D-dur.

## Publicerad i
- Stridssånger 1891 som nr 7 med titeln Det saliga landet (We're bound for the land of the pure and the holy)
- Herde-Rösten 1892 som nr 205 under rubriken "Inbjudning:"med titeln "Vill du med?" Författare och kompositör anges inte.
- Hjärtesånger 1895 som nr 5 under rubriken "Väckelse- och inbjudningssånger" med titeln "Vill du med" under rubriken "Väckelse- och Inbjudningssånger".
- Musik till Frälsningsarméns sångbok 1907 som nr 190.
- Samlingstoner 1922 som nr 222 under rubriken "Hemlandssånger".
- Frälsningsarméns sångbok 1929 som nr 493 under rubriken "De yttersta tingen och himmelen"
- Frälsningsarméns sångbok 1943 som nr 95 under rubriken "Frälsning".
- Frälsningsarméns sångbok 1968 som nr 99 under rubriken "Frälsning".
- Frälsningsarméns sångbok 1990 som nr 371 under rubriken "Frälsning".